# اگلتون ویلیج (تنسی)
اگلتون ویلیج(به انگلیسی: Eagleton Village) شهری در ایالت تنسی کشور ایالات متحده آمریکا است که جمعیت آن در سرشماری سال ۲۰۱۰ میلادی، ۵٬۰۵۲ نفر بوده‌است.